# Arx Asdrubalis
L'Arx Asdrubalis (en français, Citadelle d'Hasdrubal) est connue dans l'Antiquité comme l'une des cinq collines où l'enceinte urbaine de Qart Hadasht fut construite. C'est sur cette colline que selon l'historien Polybe se trouvait le palais du général carthaginois et fondateur de la ville Hasdrubal le Beau qui n'a toujours pas été retrouvé aujourd'hui. De nos jours, il s'agit du mont Molinete.

## Archéologie

### Précédents

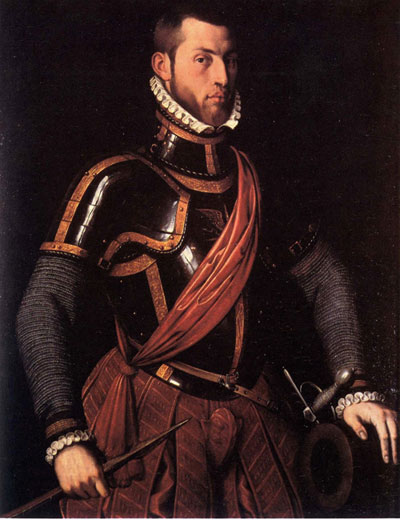
Vespasien Gonzague par Antonio Moro.

À la différence des autres vestiges archéologiques de Carthagène comme ceux du théâtre romain, qui ont donné le nom d'une zone de la ville connue sous le nom d'Antiguones, les vestiges du mont Molinete n'ont été découverts en grande partie qu'à l'époque contemporaine, ce qui a permis de les conserver presque intacts jusqu'à nos jours.
En 1568, le roi Philippe II d'Espagne charge le duc Vespasien Gonzague de construire des fortifications à Carthagène, qui en était dégarnie jusqu'alors. Vespasiano I Gonzaga fit construire une muraille dans le versant le nord du mont grâce aux schémas de l'ingénieur militaire Juan Bautista Antonelli, qui l'édifie de façon que la muraille traverse le mont dans le sens est-ouest. L'utilisation de matériaux de faible qualité provoquent la destruction des fortifications, tandis que le duc Vespasiano I Gonzaga récupéra les sculptures romaines qui furent découvertes durant les travaux.
Au cours du XVIIe siècle, le mont fut peuplé par des moulins à céréales, puis par des lupanars au siècle suivant à la suite de l'afflux de personnes étrangères qui arrivent à Carthagène à la suite de la construction de grande envergure entreprise sous le règne de Charles III d'Espagne : arsenal, murailles, châteaux, casernes…

### Premières fouilles
Jusqu'à la deuxième moitié du XXe siècle, le mont est resté relégué à l'oubli, jusqu'à ce que par l'expropriation des habitants un parc archéologique soit créé. Pour arriver à ce résultat, les autorités démontrèrent la valeur archéologique du mont, même si les indices sur de possibles présences proviennent des rares vestiges du site ou sur la documentation de l'époque antique.
Les découvertes fortuites finirent par susciter l'intérêt de Pedro Antonio Sanmartín Moro, directeur du Musée archéologique municipal, qui commença des fouilles entre 1977 et 1978. Ses découvertes permirent à la Mairie de se rendre compte de la vraie importance archéologique des sites, c'est pour cette raison que le mont fut clôturé pour le protéger des pillards, dont les sites avaient déjà été victimes.
Grâce aux campagnes de nettoyage et de consolidation de la haute zone de parrainées par le Musée Archéologique, de nouvelles découvertes isolées ayant été réalisées, ceci semblaient promettre de nouvelles découvertes dans le sous-sol de la colline.

### Grandes découvertes

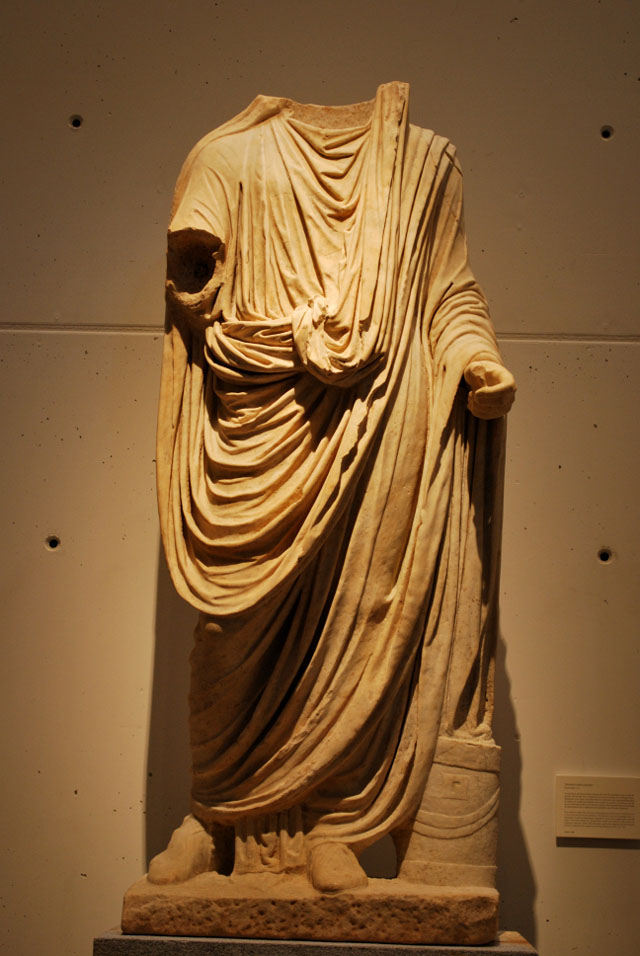
L'Auguste découvert sur le mont Molinete.

Le 5 avril 1995 dans les médias de Carthagène était révélé la localisation de quelques ruines, de ce qui semble être un capitole composé de trois temples consacrés aux principaux dieux romains, c'est-à-dire la Triade capitoline : Junon, Jupiter et Minerve. Cette découverte exceptionnelle avait été construite sur un plan supérieur au forum romain, trouvé en 1984, et dont les dimensions étaient estimées à environ 30 à 40 mètres de largeur.
Des vestiges ibéro-puniques, ainsi que romains, diverses structures dont quelques réservoirs d'eau (castellum aquæ) ont été retrouvées, ils servaient à approvisionner Carthago Nova en eau. De fait, les thermes étaient situés juste au-dessous des réservoirs ce qui nous amène à penser qu'ils pourvoyaient aussi en eau les installations thermales. Le temple romain de l'époque républicaine et l'æedicula (édicule) de Dercéto, qui se situait dans la zone supérieure du mont, et dont les vestiges ont été identifiés sous un moulin du XVIIe siècle, transformé en ermitage de Saint-Christophe, ont également été retrouvés.
Sous les constructions antérieures, il est apparu de grands murs de deux mètres de hauteur, qui semblent appartenir à un sanctuaire carthaginois. L'autel se compose de rangées de briques en terre cuite semi-circulaires. La découverte d'une grande quantité d'argile pour les libations alimente l'hypothèse selon laquelle il était exécuté des rituels de type feu, car la composition de la céramique nous ramène aux poteries utilisées dans les colonies puniques de la Sicile et qui auraient été fabriquées dans la capitale carthaginoise d'Ibérie. Si sa chronologie et son interprétation se confirment, ce serait le plus grand édifice d'époque barcide reconnu jusqu'à ce jour dans Qart Hadasht.
En décembre 2002, lors de fouilles dans le cadre de la construction d'un centre de santé au pied du mont, il a constaté la découverte d'une grande statue de l'empereur César Auguste, sculptée au Ier siècle en marbre de Carrare, mais sans la tête et les mains. En février 2003, la main gauche, avant-bras droit et deux doigts de cette même main ont été découverts, ce qui permet de faire le rapprochement avec l'Auguste de la Via Labicana conservé au Musée national romain, statue à laquelle il manque les deux mains. En décembre de la même année, une salle du Musée Archéologique fut conditionnée avec certains caractères pour que la statue puisse être vue.